# گاگیک سمباتیان
گاگیک سمباتیان (ارمنی: Գագիկ Ցոլակի Սմբատյան؛  ۱۸ فوریهٔ ۱۹۴۹) یک نوازنده ویولن اهل ارمنستان است. وی از سال میلادی تاکنون مشغول فعالیت بوده است.

## زندگی‌نامه
وی در ۱۸ فوریه ۱۹۴۹ در ایروان به دنیا آمد و از کالج دولتی موسیقی رومانوس ملیکیان و کنسرواتوار دولتی کومیتاس ایروان فارغ‌التحصیل شد. وی همچنین برندهٔ جوایزی همچون چهره هنری شایسته جمهوری ارمنستان شده است.